# Tipula crucifixus
Tipula crucifixus är en tvåvingeart som först beskrevs av Martinus Slabber 1770.  Tipula crucifixus ingår i släktet Tipula, ordningen tvåvingar, klassen egentliga insekter, fylumet leddjur och riket djur.
Artens utbredningsområde är Nederländerna. Inga underarter finns listade i Catalogue of Life.